# Ганчо Атанасов
Ганчо Атанасов е български революционер, деец на Вътрешната македоно-одринска революционна организация.

## Биография
Атанасов е роден в 1889 година в Якоруда. При избухването на Балканската война в 1912 година е доброволец в Македоно-одринското опълчение и служи в 1 рота на 6 охридска дружина, а в Междусъюзническата война е в Сборната партизанска рота на МОО. Попада в гръцки плен от 6 юли 1913 година до 10 март 1914 година. Той пръв е заловен от гърците, след като се предава, останал без куршуми и бомби. Атанасов по собствено желание постъпва в четата на Иван Попов и Васил Чекаларов. Ганчо Атанасов е изтезаван по време на пленничеството при гърците.